# Oddesundbrug
De Oddesundbrug (Deens: Oddesundbroen) is een ophaalbrug over de Oddesund in Denemarken, een onderdeel van de Limfjord. De brug verbindt sinds 15 mei 1938 het eiland Vendsyssel-Thy met Jutland. De Oddesundbrug werd tussen 1934 en 1938 gebouwd.
Over de brug loopt de Primærrute 11. Deze weg loopt van de Duitse grens bij Tønder naar Nørresundby, een voorstad van Aalborg.